# 札幌藝術之森

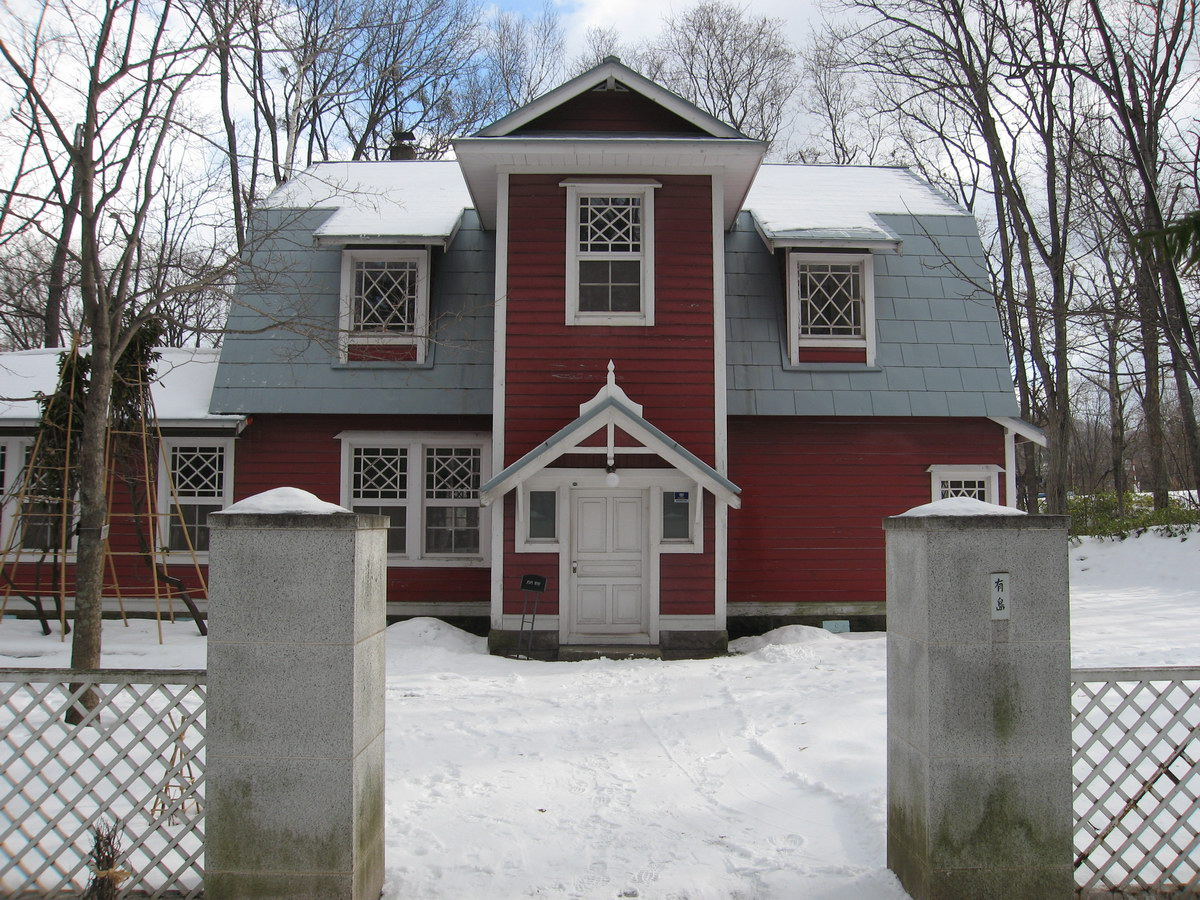

札幌藝術之森（日语：札幌芸術の森、さっぽろげいじゅつのもり）是位於日本札幌市南區藝術之森的綜合文化設施。這座設施被列入公共建築百選。札幌藝術之森開始建設於1984年，在1999年完全竣工。

## 外部連結
- 札幌芸術の森 （页面存档备份，存于）
  - 札幌芸術の森的Facebook專頁